# Trefacio
Trefacio (en senabrés Trefaciu) es un municipio y localidad española de la provincia de Zamora, en la comunidad autónoma de Castilla y León.
Se encuentra ubicado en la comarca de Sanabria, al noroeste de la provincia. En su término municipal se encuentran las localidades de 
Cerdillo, Murias, Trefacio y Villarino. Su término municipal se encuentra situado en pleno parque natural del Lago de Sanabria, el mayor lago de origen glaciar de la península ibérica, con 318,7 ha y una profundidad máxima de 53 m, además de ser un espacio natural protegido de gran atractivo turístico. Destaca la calidad de las truchas pescadas en su río, el «Trefacio». En los últimos años, su río ha alcanzado un notable renombre que ha traspasado incluso las lindes sanabresas, siendo uno de los motivos de la creación en su municipio del denominado "Centro de Interpretación de la Trucha". Destaca su importante patrimonio etnográfico, siendo muy popular la fiesta de las "Talanqueiras" que, celebrada cada 25 de diciembre, es muy similar a la de otras localidades zamoranas como los conocidos Carochos y Vaca Bayona, aunque con notables singularidades diferenciadoras.

## Etimología
La etimología popular dice que el nombre de Trefacio proviene de que anteriormente había tres iglesias en el pueblo, lo que nos da idea de la importancia que el pueblo siempre tuvo en la comarca de Sanabria, aunque actualmente solo existen dos de estos templos.
También se dice, que Trefacio significa tres caras, referente a las tres primeras familias que ocuparon ese lugar: Remesal, Ramos y Prada.

## Entorno
El municipio de Trefacio se encuentra situado en pleno parque natural del Lago de Sanabria, distando sólo 7 km del Lago.
Importancia al margen tiene su río Trefacio, uno de los más cotizados de la comunidad por sus truchas. La importancia que tiene esta especie en la zona ha llevado a contar con el centro de interpretación de la Trucha.

## Historia
Trefacio ya existía en la Edad Media, fue una de las pequeñas localidades que algunos intitulan como villas, no castros, asentadas en el valle de Sanabria. Estas estaban bajo una situación de control que era ejercido dese la localidad principal, Puebla de Sanabria, en tanto núcleo que jerarquizaba la organización social de todo el valle. Por tanto este territorio pudo ser uno de los espacios que algunos autores denominan como comunidad de valle y cuyo origen se pierde en los tiempos. Esta situación fue asimilada por la monarquía leonesa tras la reconquista y posteriormente difuminada con su política de repoblación. La primera documentación sobre estas villas surgió fundamentalmente entre los siglos X y XI.  Posteriormente, en el año 1103, el monasterio de San Martín de Castañeda recibió donaciones en el término de Trefacio por parte de Jimeno Mudarrafez. Sin embargo, la iglesia de la localidad era en el siglo XII propiedad de Godina Vermúdez, quien en el año 1162 la cedió al monasterio de Castañeda. Esta donación, por otro lado, tuvo que ser aprobada en concejo abierto por los vecinos de Trefacio.
Durante la Edad Moderna, Trefacio fue una de las localidades que se integraron en la provincia de las Tierras del conde de Benavente y dentro de esta en la receptoría de Sanabria. No obstante, al reestructurarse las provincias y crearse las actuales en 1833, Trefacio pasó a formar parte de la provincia de Zamora, dentro de la Región Leonesa, la cual, como todas las regiones españolas de la época, carecía de competencias administrativas. Un año después Trefaciofue adscrita al partido judicial de Puebla de Sanabria.
Tras la constitución de 1978, Trefacio pasó a formar parte en 1983 de la comunidad autónoma de Castilla y León, en tanto municipio integrado en la provincia de Zamora.

## Geografía humana

### Núcleos de población
El municipio se divide en varios núcleos de población, que poseían la siguiente población en 2024 según el INE.
| Núcleo de población   | Población |
| --------------------- | --------- |
| Trefacio              | 105       |
| Villarino de Sanabria | 36        |
| Murias                | 15        |
| Cerdillo              | 11        |

### Demografía
Cuenta con una población de 165 habitantes (INE 2024).
| Gráfica de evolución demográfica de Trefacio entre 1842 y 2021 |
| |
| Población de derecho según los censos de población del INE Población de hecho según los censos de población del INEEntre el censo de 1857 y el anterior, crece el término del municipio porque incorpora a 495035 (Cerdillo), 495084 (Murias) y 495171 (Villarino de Sanabria) |

Como la mayoría de los municipios de Sanabria, se encuentra en una situación de decrecimiento vegetativo, causado principalmente por la fuerte emigración de los años 50 y 60 del siglo XX, y que llevó al desplazamiento de la mayor parte de los jóvenes a ciudades como Madrid, Barcelona y Bilbao, en la que ahora también residen sus descendientes. Pero aunque ese periodo fue el más intenso, la historia de la emigración de Trefacio comenzó a principios del siglo XX con un constante traslado de su juventud a Iberoamérica (Argentina y Cuba) y posteriormente, aunque en menor medida, a países de Europa central.

## Patrimonio
El edificio más emblemático de Trefacio es su iglesia parroquial de San Mamés que se encuentra situada en la plaza del ayuntamiento. De ella destaca su fachada, con su singular portada, y campanario. También cuenta con una pequeña ermita a las afueras del pueblo donde está situado el actual cementerio.
Otro lugar singular es la antigua Casa del Cura, en cuyo arco se encuentran conchas y estrellas de peregrinos que han pasado por allí.

## Fiestas
Entre las fiestas de Trefacio, las principales son la del Carmen, celebrada el 17 de julio, y San Mamés, el 17 de agosto. Cuenta con especial devoción la de la Virgen del Carmen, en la que los vecinos celebran una romería, en la que la imagen es portada a hombros y procesionada por las calles de la ciudad.
También es muy popular la tradición de las Talanqueiras, que es celebrada cada 25 de diciembre. Este festejo es una mezcla entre los Carochos y la Vaca Bayona, aunque en Trefacio cuenta con dos sigularidades diferenciadoras: la primera es que cuentan con un apartado relativo a la elección del 'Rey de mozos', y la segunda, es la representación del casamiento simbólico de las mozas del pueblo con los mozos disponibles.